# تشارلين فرنانديز
تشارلين فرنانديز (بالإنجليزية: Charlene Fernandez؛ وُلدت باسم راموس في 24 فبراير 1955) هي سياسية أمريكية من ولاية أريزونا، شغلت منصب عضو في مجلس نواب أريزونا منذ عام 2015، وكانت زعيمة الكتلة الديمقراطية فيه من عام 2019 حتى 2021.

## الحياة السياسية
دخلت فرنانديز العمل السياسي من بوابة الحزب الديمقراطي، حيث شغلت مقعد الدائرة التاسعة في مجلس النواب بالولاية. خلال فترة عملها، ركزت على قضايا التعليم، وحماية البيئة، وتوسيع خدمات الرعاية الصحية. كما كانت صوتًا بارزًا في دعم حقوق العمال والمجتمعات الريفية في جنوب غرب أريزونا.

## القيادة التشريعية
في عام 2019، تم اختيارها كزعيمة للكتلة الديمقراطية في مجلس نواب أريزونا، وهو منصب شغلته حتى بداية عام 2021. وخلال قيادتها، عملت على تعزيز التوازن الحزبي في المجلس، ودعت إلى سياسات تقدمية في مجالات الصحة والتعليم والعدالة الاجتماعية.

## الحياة الشخصية
وُلدت فرنانديز في مدينة يما، وتعود أصولها إلى الجالية الأمريكية المكسيكية. قبل دخولها الحياة السياسية، عملت في مجال الخدمة العامة، وشاركت في عدة حملات انتخابية محلية.